# Тарако
Тарако (яп. 鱈子) — разновидность солёной икры в японской кухне, обычно изготавливается из икры минтая, хотя «тара» (яп. 鱈) по-японски — треска.
Употребляется как:

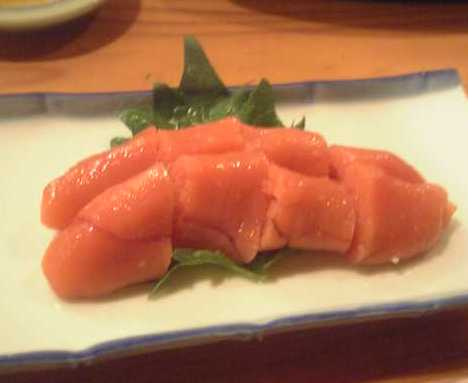
Тарако

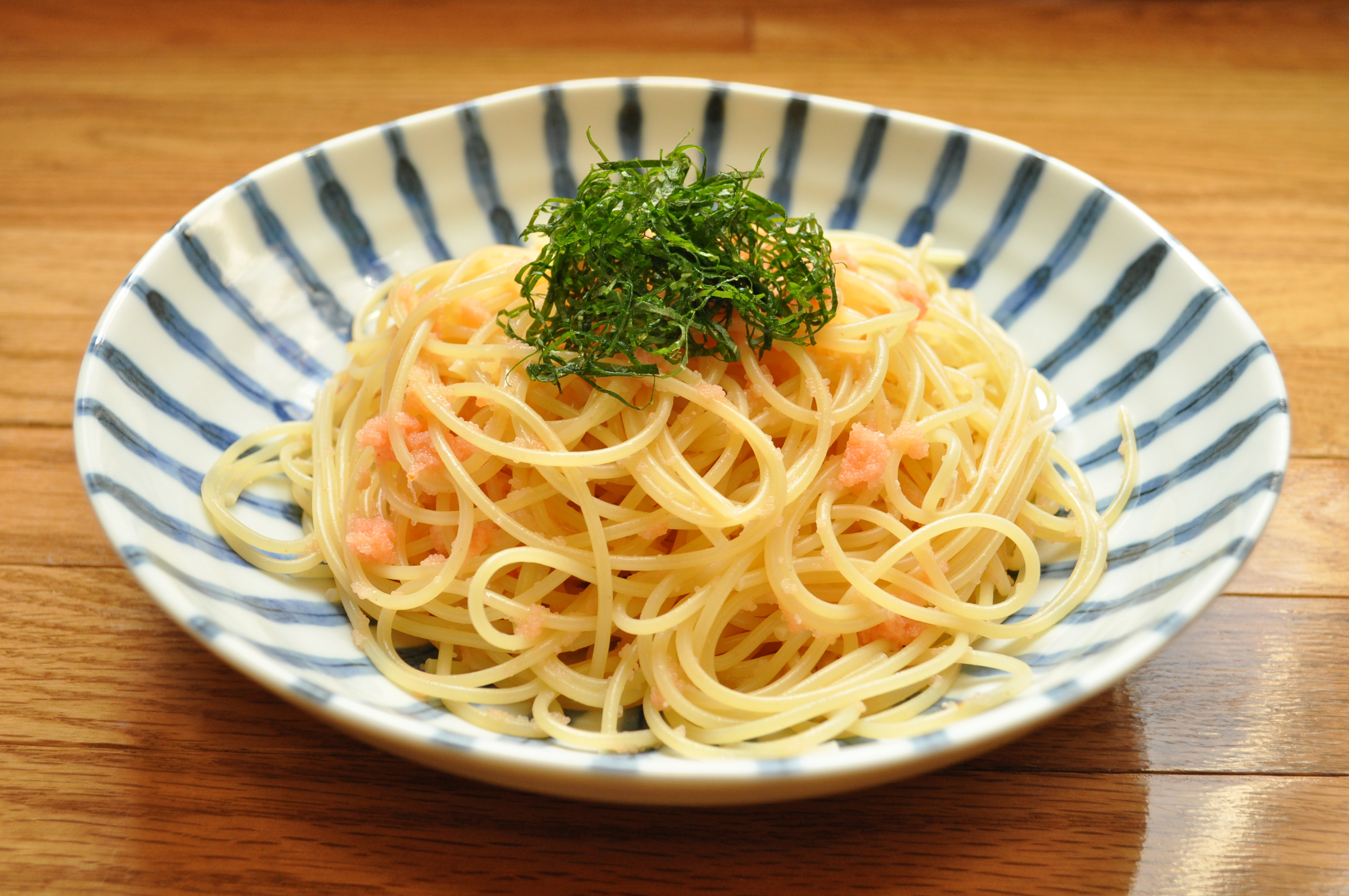
Таракоспагетти

- отдельное кушанье: на завтрак или как часть японской новогодней трапезы[2];
- начинка для онигири;
- приправа для макарон (обычно вместе с нори).

Традиционно тарако окрашивалось в ярко-красный цвет, но данная практика пошла на убыль в связи с беспокойством об опасности пищевых красителей. На Кюсю тарако обычно подается с хлопьями из красного перца чили — возможно из-за исторических связей с корейской культурой.